# STS-92
La STS-92 è una missione spaziale del Programma Space Shuttle.

## Equipaggio
- Comandante: Brian Duffy (4)
- Pilota: Pamela A. Melroy (1)
- Specialista di missione: Koichi Wakata (2)
- Specialista di missione: Leroy Chiao (3)
- Specialista di missione: Peter J.K. Wisoff (4)
- Specialista di missione: Michael E. Lopez-Alegria (5)
- Specialista di missione: William S. McArthur (3)

Tra parentesi il numero di voli spaziali completati da ogni membro dell'equipaggio, inclusa questa missione.

## Parametri della missione
- Massa:
  - Navetta al lancio: 115.127 kg
  - Navetta al rientro: 92.741 kg
  - Carico utile: 9.513 kg
- Perigeo: 386 km
- Apogeo: 394 km
- Inclinazione: 51,6°
- Periodo: 1 ora, 32 minuti e 18 secondi

### Attracco con l'ISS
- Aggancio all'ISS : 13 ottobre 2000, 17:45:10 UTC
- Sgancio: 20 ottobre 2000, 15:08:39 UTC
- Durata dell'attracco: 6 giorni, 21 ore, 23 minuti e 29 secondi

### Passeggiate spaziali
- Chiao e McArthur  - EVA 1
  - Inizio EVA 1: 15 ottobre 2000 - 14:27 UTC
  - Fine EVA 1: 15 ottobre 2000 - 20:55 UTC
  - Durata: 6 ore e 28 minuti
- Lopez-Alegria e Wisoff  - EVA 2
  - Inizio EVA 2: 16 ottobre 2000 - 14:15 UTC
  - Fine EVA 2: 16 ottobre 2000 - 21:22 UTC
  - Durata: 7 ore e 7 minuti
- Chiao e McArthur  - EVA 3
  - Inizio EVA 3: 17 ottobre 2000 - 14:30 UTC
  - Fine EVA 3: 17 ottobre 2000 - 21:18 UTC
  - Durata: 6 ore e 48 minuti
- Lopez-Alegria e Wisoff  - EVA 4
  - Inizio EVA 4: 18 ottobre 2000 - 15:00 UTC
  - Fine EVA 4: 18 ottobre 2000 - 21:56 UTC
  - Durata: 6 ore e 56 minuti